# ألبرت بيتز
ألبرت بيتز (بالألمانية: Albert Betz)‏ (و. 1885 – 1968 م) هو فيزيائي، ومهندس من ألمانيا . ولد في شفاينفورت .
توفي في جوتنجن ، عن عمر يناهز 83 عاماً.

## التعليم
تعلم في معهد برلين للتكنولوجيا